# Anthochaera
Genre
Anthochaera est un genre de passereaux méliphages originaire d'Australie. Ils ont la propriété d'avoir des caroncules.

## Liste des espèces

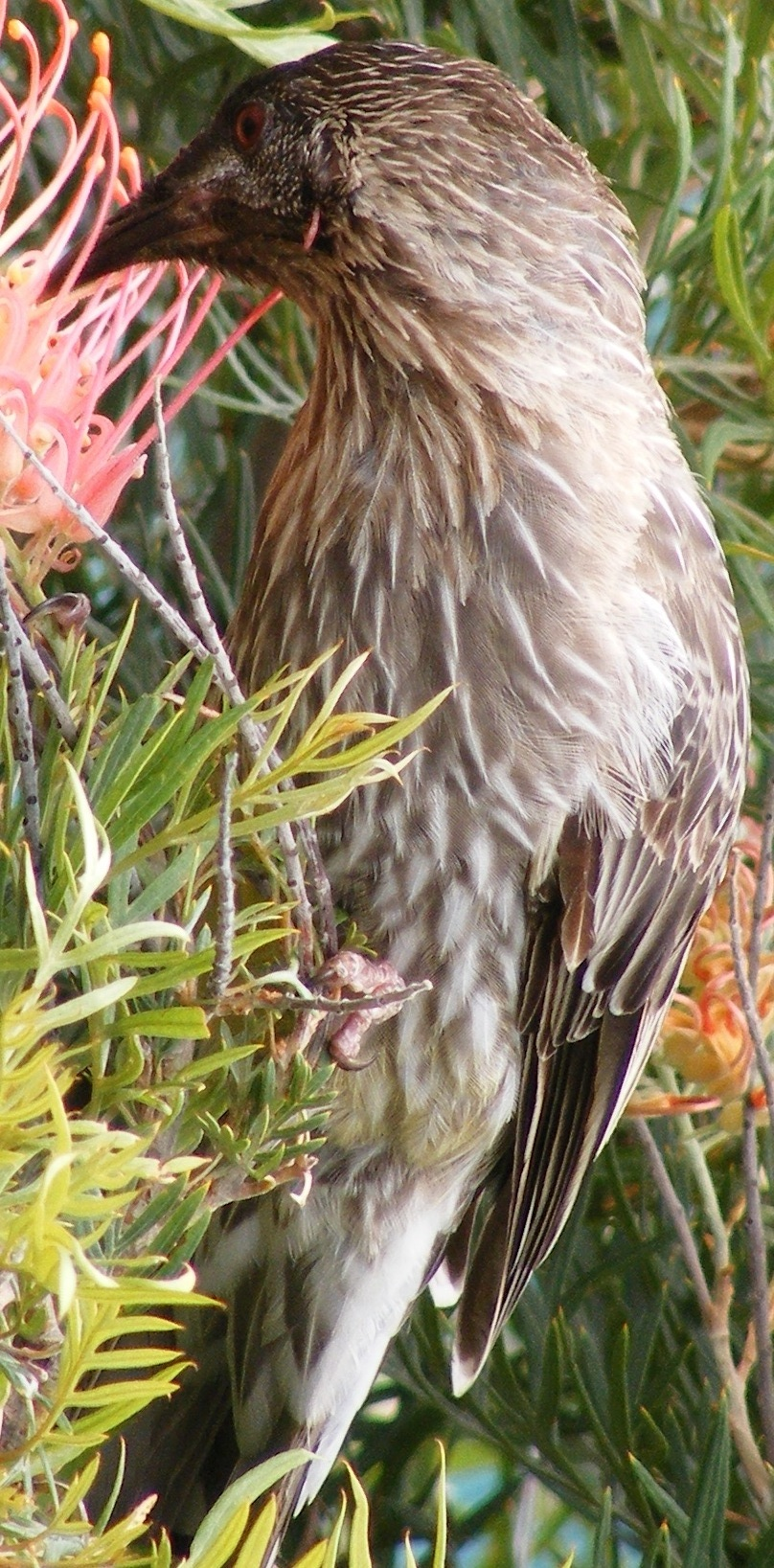
Anthochaera carunculata.

D'après la classification de référence (version 5.2, 2015) du Congrès ornithologique international (ordre phylogénique) :
- Anthochaera chrysoptera – Méliphage à gouttelettes
- Anthochaera lunulata – Méliphage mineur
- Anthochaera carunculata – Méliphage barbe-rouge
- Anthochaera paradoxa – Méliphage à pendeloques
- Anthochaera phrygia – Méliphage régent